# Víctor Manuel Fernández Gutiérrez
Víctor Manuel Fernández Gutiérrez (Mérida, 17 aprile 1974) è un allenatore di calcio ed ex calciatore spagnolo, di ruolo attaccante.

## Carriera

### Nazionale
Ha giocato la sua unica partita con la maglia della Nazionale nel 2000.